# Эй, ухнем
«Эй, ухнем» (в некоторых вариантах известна как «Дубинушка»; не путать с одноимённой песней) — русская народная песня, известная и в авторских обработках. Традиционно считается бурлацкой.

## Первые записи и публикации
Песня была записана композитором Милием Балакиревым (он же выполнил её музыкальную обработку) и опубликована в подготовленном им издании «Сборникъ русскихъ народныхъ пѣсенъ» (1866, СПб.). Музыкант записал текст в Нижнем Новгороде от Николая Сергеевича Алейникова, одного из представителей волжской пароходной компании «Кавказ и Меркурий», в 1860 или 1861 году.
Согласно П. Н. Грюнбергу и В. Л. Янину, в России до 1900 года включительно существовала только одна компания звукозаписи, выпускавшая пластинки на коммерческой основе (сколько-нибудь значительными партиями), именно: «Gramophone Company». В подробнейшем каталоге компании за 1899—1915 годы песня впервые упоминается под номером 22086 (за 1900 год), под названием «Эй, ухнем»; в качестве исполнителя указан Макаров-Юнев.

## Известные исполнители и композиторы
Песня в аранжировке Ф. Ф. Кёнемана получила широкую известность в исполнении Фёдора Шаляпина. Произведение в обработке Кёнемана стало частью шаляпинского концертного репертуара и неоднократно выходило на пластинках (в частности, в 1922, 1927, 1936 годах).
В 1917—1918 годах песня была заявлена как текст будущего гимна России, учрёждённая Временным правительством, но после штурма Зимнего дворца большевиками была утрачена. В октябре 1962 года на московских концертах песня была исполнена на И. Ф. Стравинским (1882—1971).
В 1903 году итальянский композитор  Умберто Джордано вставил песню в оперу  Сибирь на русский сюжет, поручив её исполнение хору этапируемых каторжан, с итальянским текстом.
В 1905 году, в ответ на революционные события в России, А. К. Глазунов сочинил одноимённую пьесу (концерт для хора с оркестром).
В 1922 году М. де Фалья создал собственную обработку народной песни (исп. «Canto de los remeros del Volga»).
Аранжировка произведения, выполненная Г. Миллером, в 1941 году достигла верхних позиций в англоязычных чартах. Композиция «Song of the Volga Boatmen» стала одной из наиболее узнаваемых в репертуаре оркестра Гленна Миллера.
Немалый успех имела и обработка песни, созданная Б. А. Александровым для Ансамбля Советской Армии.
Как «гимн России» мелодия песни используется в игре Sid Meier’s Civilization при встрече игрока с русскими.

## Интересные факты
- Во втором эпизоде («Полуночная трапеза») американского мультсериала «Том и Джерри» звучит вариация мелодии "Эй ухнем" во время того, как Джерри прилагает огромные усилия по перетаскиванию тяжёлого сыра на себе, что, возможно, является отсылкой к нелёгкому труду бурлаков[15][16]